# Підстановка Ейлера
Підстановки Ейлера — підстановки, що зводять інтеграли виду {\displaystyle \int R\left(x,{\sqrt {ax^{2}+bx+c}}\right){\rm {d}}x}, де {\displaystyle R\left(x,{\sqrt {ax^{2}+bx+c}}\right)} — раціональна функція, до інтегралів від раціональних функцій. Запропоновані Л. Ейлером у 1768 році 

## Підстановки

### Перша підстановка
Використовується тоді, коли {\displaystyle a>0} .Здійснюється заміна:

{\displaystyle {\sqrt {ax^{2}+bx+c}}=\pm t\pm {\sqrt {a}}x}
Розв'язавши відносно {\displaystyle x},  знаходимо
{\displaystyle x={\frac {c-t^{2}}{\pm 2t{\sqrt {a}}-b}}.}
У цій підстановці можна вибрати додатній або від'ємний знак.

### Друга підстановка
Використовується тоді, коли {\displaystyle c>0} .Здійснюється заміна
{\displaystyle {\sqrt {ax^{2}+bx+c}}=\pm xt\pm {\sqrt {c}}}.
Як і у попередньому випадку розв'язуємо відносно {\displaystyle x} і знаходимо
{\displaystyle x={\frac {\pm 2t{\sqrt {c}}-b}{a-t^{2}}}.}
Знову ж можна вибрати додатній або від'ємний знак.

### Третя підстановка
Якщо многочлен {\displaystyle ax^{2}+bx+c} має дійсні корені {\displaystyle \alpha } та {\displaystyle \beta }, то виконуємо заміну:
{\displaystyle {\sqrt {ax^{2}+bx+c}}={\sqrt {a(x-\alpha )(x-\beta )}}=(x-\alpha )t.}
як і в попередніх випадках, ми можемо представити підінтегральну функцію, як раціональний вираз від {\displaystyle t}.

## Базові приклади

### Приклади для першої підстановки

#### Приклад 1
В інтегралі
{\displaystyle \int {\frac {{\rm {d}}x}{\sqrt {x^{2}+c}}},}
можна використовувати першу підстановку Ейлера: {\displaystyle {\sqrt {x^{2}+c}}=-x+t}, тоді
{\displaystyle x={\frac {t^{2}-c}{2t}},\quad {\rm {d}}x={\frac {t^{2}+c}{2t^{2}}}\,{\rm {d}}t,\quad {\sqrt {x^{2}+c}}={\frac {t^{2}+c}{2t}}.}
Відповідно, отримуємо
{\displaystyle \int {\frac {{\rm {d}}x}{\sqrt {x^{2}+c}}}=\int {\frac {\dfrac {t^{2}+c}{2t^{2}}}{\dfrac {t^{2}+c}{2t}}}{\rm {d}}t=\int {\frac {{\rm {d}}t}{t}}=\ln |t|+C=\ln \left|x+{\sqrt {x^{2}+c}}\right|+C.}
Для {\displaystyle c=\pm 1} отримуємо відповідно формули:
{\displaystyle \int {\frac {{\rm {d}}x}{\sqrt {x^{2}+1}}}=\operatorname {arcsh} (x)+C,}
{\displaystyle \int {\frac {{\rm {d}}x}{\sqrt {x^{2}-1}}}=\operatorname {arcch} (x)+C,\quad x>1.}

#### Приклад 2
Для інтегрування
{\displaystyle \int {\frac {1}{x{\sqrt {x^{2}+4x-4}}}}\,{\rm {d}}x}
використовуємо першу підстановку Ейлера {\displaystyle {\sqrt {x^{2}+4x-4}}=x+t.}
Після піднесення обох частин до квадрату отримуємо
{\displaystyle x^{2}+4x-4=x^{2}+2xt+t^{2}.}
та знаходимо {\displaystyle x}
{\displaystyle x={\frac {t^{2}+4}{4-2t}}.}
Далі знаходимо співвідношення між {\displaystyle {\rm {d}}x} та {\displaystyle {\rm {d}}t}
{\displaystyle {\rm {d}}x={\frac {-2t^{2}+8t+8}{(4-2t)^{2}}}\,{\rm {d}}t.}
Таким чином,
{\displaystyle \int {\frac {{\rm {d}}x}{x{\sqrt {x^{2}+4x-4}}}}=\int {\frac {\dfrac {-2t^{2}+8t+8}{\left(4-2t\right)^{2}}}{\left({\dfrac {t^{2}+4}{4-2t}}\right)\left({\dfrac {-t^{2}+4t+4}{4-2t}}\right)}}{\rm {d}}t=2\int {\frac {{\rm {d}}t}{t^{2}+4}}=\operatorname {arctg} \left({\frac {t}{2}}\right)+C=\operatorname {arctg} \left({\frac {{\sqrt {x^{2}+4x-4}}-x}{2}}\right)+C.}

### Приклад для другої підстановки
В інтегралі
{\displaystyle \int {\frac {{\rm {d}}x}{x{\sqrt {-x^{2}+x+2}}}}}
можна застосувати другу підстановку Ейлера {\displaystyle {\sqrt {-x^{2}+x+2}}=xt+{\sqrt {2}}.}
Звідси знаходимо {\displaystyle x} та {\displaystyle {\rm {d}}x}
{\displaystyle x={\frac {1-2{\sqrt {2t}}}{t^{2}+1}},\quad {\rm {d}}x={\frac {2{\sqrt {2}}t^{2}-2t-2{\sqrt {2}}}{\left(t^{2}+1\right)^{2}}}.}
Відповідно, отримуємо
{\displaystyle {\begin{aligned}\int {\frac {{\rm {d}}x}{x{\sqrt {-x^{2}+x+2}}}}&=\int {\frac {\dfrac {2{\sqrt {2}}t^{2}-2t-2{\sqrt {2}}}{\left(t^{2}+1\right)^{2}}}{{\dfrac {1-2{\sqrt {2}}}{t^{2}+1}}\cdot {\dfrac {-{\sqrt {2}}t^{2}+t+2}{t^{2}+1}}}}\,{\rm {d}}t\\&=\int {\frac {-2}{-2{\sqrt {2}}t+1}}{\rm {d}}t={\frac {1}{\sqrt {2}}}\int {\frac {-2{\sqrt {2}}}{-2{\sqrt {2}}t+1}}{\rm {d}}t\\&={\frac {1}{\sqrt {2}}}\ln \left|2{\sqrt {2}}t-1\right|+C\\&={\frac {\sqrt {2}}{2}}\ln \left|2{\sqrt {2}}{\frac {\sqrt {-x^{2}+x+2}}{x}}-1\right|+C.\end{aligned}}}

### Приклад для третьої підстановки
Для того, щоб проінтегрувати
{\displaystyle \int {\frac {x^{2}}{\sqrt {-x^{2}+3x-2}}}{\rm {d}}x,}
можна використати третю підстановку Ейлера
{\displaystyle {\sqrt {-x^{2}+3x-2}}={\sqrt {-(x-2)(x-1)}}=(x-2)t,}
Звідси знаходимо {\displaystyle x} та {\displaystyle {\rm {d}}x}:
{\displaystyle x={\frac {-2t^{2}-1}{-t^{2}-1}},\quad {\rm {d}}x={\frac {2t}{{-t^{2}-1}^{2}}}\,{\rm {d}}t,\quad {\sqrt {-x^{2}+3x-2}}={\frac {t}{-t^{2}-1}}.}
Підставимо всі дані у початковий інтеграл
{\displaystyle \int {\frac {x^{2}}{\sqrt {-x^{2}+3x-2}}}{\rm {d}}x=\int {\frac {\left({\dfrac {-2t^{2}-1}{-t^{2}-1}}\right)^{2}\cdot {\dfrac {2t}{\left({-t^{2}-1}^{2}\right)}}}{\dfrac {t}{-t^{2}-1}}}{\rm {d}}t=\int {\frac {2\left(-2t^{2}-1\right)^{2}}{\left(\left(-t^{2}-1\right)^{2}\right)^{3}}}\,{\rm {d}}t.}
Як можна побачити, це інтеграл від раціональної функції, який можна проінтегрувати за допомогою метод невизначених коефіцієнтів.

## Узагальнення
Підстановки Ейлера можна узагальнити шляхом використання уявних чисел.
Наприклад, для інтегрування
{\displaystyle \int {\frac {{\rm {d}}x}{\sqrt {-x^{2}+c}}}}
можна скористатися підстановкою {\displaystyle {\sqrt {x^{2}+c}}=\pm ix+t.}
Розширення на комплексні числа дозволяє використовувати всі підстановки Ейлера незалежно від коефіцієнтів
квадратного тричлена.
Підстановки Ейлера можна узагальнити на ширший клас функцій. Розглянемо інтеграли вигляду
{\displaystyle \int R_{1}\left(x,{\sqrt {ax^{2}+bx+c}}\right)\log \left(R_{2}\left(x,{\sqrt {ax^{2}+bx+c}}\right)\right)\,{\rm {d}}x,}
де {\displaystyle R_{1}} та {\displaystyle R_{2}} є раціональними функціями від {\displaystyle x} та {\displaystyle {\sqrt {ax^{2}+bx+c}}}. Цей інтеграл можна звести за допомогою підстановки
{\displaystyle {\sqrt {ax^{2}+bx+c}}={\sqrt {a}}+xt}
до вигляду 
{\displaystyle \int {\widetilde {R}}_{1}(t)\log {\big (}{\widetilde {R}}_{2}(t){\big )}\,{\rm {d}}t,}
де {\displaystyle {\widetilde {R}}_{1}} та {\displaystyle {\widetilde {R}}_{2}} тепер раціональні функції змінної {\displaystyle t}.
У принципі, метод розкладання на множники та метод невизначених коефіцієнтів можна використовувати для зведення цього інтегралу до інтегралів простішого вигляду, які можна інтегрувати аналітично за допомогою функції дилогарифм. 

## Цікаві факти
За спогадами учня Ландау А.В.Ахіезера, той вкрай негативно ставився до використання даних підстановки:
«[...]він (Ландау) запропонував мені вирахувати [...] інтеграл від раціональної дробу. [...] я вирахував, не використовуючи стандартних підстановок Ейлера, і це мене врятувало, бо, як я зрозумів згодом, Ландау не терпів їх і вважав, що кожен раз потрібно використовувати який-небудь штучний прийом, що, власне, я і зробив» 